# توییتسه
توییتسه (به چکی: Tojice) یک منطقهٔ مسکونی در جمهوری چک است که در ناحیه پلزن-جنوبی واقع شده‌است. توییتسه ۲٫۴۱ کیلومتر مربع مساحت و ۸۹ نفر جمعیت دارد و ۳۴۴ متر بالاتر از سطح دریا واقع شده‌است.